# Пргомет
Пргомет (хорв. Prgomet) — населений пункт і громада в Сплітсько-Далматинській жупанії Хорватії.

## Населення
Населення громади за даними перепису 2011 року становило 673 осіб. Населення самого поселення становило 105 осіб.
Динаміка чисельності населення громади:
Динаміка чисельності населення центру громади:

## Населені пункти
Крім поселення Пргомет, до громади також входять: 
- Богдановичі
- Лабин
- Ситно
- Тролокве

## Клімат
Середня річна температура становить 11,62 °C, середня максимальна – 25,56 °C, а середня мінімальна – -2,34 °C. Середня річна кількість опадів – 929 мм.
| Клімат поселення                              | Клімат поселення | Клімат поселення | Клімат поселення | Клімат поселення | Клімат поселення | Клімат поселення | Клімат поселення | Клімат поселення | Клімат поселення | Клімат поселення | Клімат поселення | Клімат поселення | Клімат поселення |
| Показник                                      | Січ.             | Лют.             | Бер.             | Квіт.            | Трав.            | Черв.            | Лип.             | Серп.            | Вер.             | Жовт.            | Лист.            | Груд.            |                  |
| Середній максимум, °C                         | 7,60             | 7,96             | 11,40            | 15,05            | 19,97            | 23,98            | 25,56            | 25,40            | 20,81            | 16,46            | 11,42            | 8,45             |                  |
| Середня температура, °C                       | 2,64             | 3,00             | 6,44             | 10,08            | 15,00            | 19,01            | 21,44            | 21,28            | 16,67            | 12,32            | 7,29             | 4,32             |                  |
| Середній мінімум, °C                          | −2,34            | −1,97            | 1,48             | 5,11             | 10,03            | 14,04            | 17,30            | 17,14            | 12,54            | 8,18             | 3,15             | 0,18             |                  |
| Норма опадів, мм                              | 81               | 74               | 75               | 79               | 63               | 60               | 40               | 54               | 77               | 103              | 121              | 102              |                  |
| Середньомісячна швидкість вітру, м/с          | 3.08             | 3.48             | 3.47             | 3.20             | 2.83             | 2.55             | 2.54             | 2.41             | 2.71             | 2.86             | 3.46             | 3.59             |                  |
| Середньомісячна сонячна радіація, кДж/м²·день | 5650             | 8205             | 11981            | 16131            | 19765            | 22485            | 24298            | 21521            | 16028            | 10540            | 6104             | 4810             |                  |
| --------------------------------------------- | ---------------- | ---------------- | ---------------- | ---------------- | ---------------- | ---------------- | ---------------- | ---------------- | ---------------- | ---------------- | ---------------- | ---------------- | ---------------- |
| Джерело:                                      |                  |                  |                  |                  |                  |                  |                  |                  |                  |                  |                  |                  |                  |